# Scarlett (livro)
Scarlett é um livro da romancista estadunidense Alexandra Ripley, escrito como uma sequência para Gone with the Wind de Margaret Mitchell. Publicado originalmente em 1991, ele entrou para algumas listas de mais vendidos, porém críticos literários e fãs da trama original consideraram a versão de Ripley incompatível com a qualidade literária de Gone with the Wind.

## Publicação
Ao longo de sua vida, a romancista e jornalista norte-americana Margaret Mitchell resistira claramente a qualquer ideia de continuação para o seu bem sucedido livro Gone with the Wind. A conclusão do romance era de certo modo ambígua, e seus leitores gostariam de saber mais sobre o verdadeiro fim das personagens. No entanto, ela faleceu, em 1949, sem nunca ter escrito uma sequência para a obra. Tempos depois, em 1991, os herdeiros do espólio de Mitchell autorizaram a escritora de ficção histórica Alexandra Ripley a publicar uma continuação para a famosa história da personagem Scarlett O'Hara. Ripley já havia publicado cinco romances antes de ter sido escolhida para fazer a sequência. Falando durante uma entrevista sobre as causas que a levaram a escrever Scarlett, Ripley disse: "Há duas razões pelas quais eu estou fazendo este livro. Eu não posso resistir a ele e, assim que isso for feito, eu vou ser capaz de escrever qualquer coisa que eu queira". Após uma disputa de lances, a editora Warner Books ganhou os direitos para publicar o romance por 4,94 milhões de dólares.
Publicado em 1991, o livro foi um sucesso comercial, com cerca de seis milhões de exemplares vendidos até 2007; no entanto, a opinião da crítica, em geral, foi negativa. Diante disto, os detentores dos direitos sobre Gone with the Wind partiram em uma nova busca por alguém que pudesse escrever uma nova sequência. O escolhido foi o escritor e historiador norte-americano Donald McCaig, que em 2006 publicou Rhett Butler's People. Contudo, ao contrário de Ripley, McCaig fez um livro sob o ponto de vista de Rhett Butler, que abrange o período de 1843 a 1874 — quase duas décadas a mais do que é narrado em Gone With the Wind.

## Adaptação televisiva
O romance foi adaptado como uma minissérie televisiva homônima em 1994 pelo canal CBS, estrelada por Timothy Dalton como Rhett Butler e Joanne Whalley como Scarlett O'Hara.